# アリゲーター属
アリゲーター属（アリゲーターぞく、genus Alligator、英: Alligator）は、爬虫綱ワニ目アリゲーター科に属する属の1つ。模式種はアメリカアリゲーター。現生種は2種。

## 分布
- アメリカアリゲーター - アメリカ合衆国南東部
- ヨウスコウアリゲーター - 中国（長江下流域）

## 形態
最大種はアメリカアリゲーターで最大全長が580cmに達するとされる。一方ヨウスコウアリゲーターは最大でも全長200cm程。
吻端は幅広かつ扁平で丸みを帯びる。ヨウスコウアリゲーターでは口吻に筋状の盛り上がり（キール）が発達するが、アメリカアリゲーターではキールは見られない。

## 生態
河川や湖、池沼、湿地に生息する。ヨウスコウアリゲーターやアメリカアリゲーターの北部個体群は冬に横穴の中で冬眠を行う。
食性は肉食性で魚類、爬虫類、鳥類、哺乳類、昆虫類、甲殻類、貝類等を食べる。アメリカアリゲーターは稀に家畜や人を襲うこともある。
繁殖形態は卵生で、メスは6-7月に土、枯草、落ち葉等を集めた巣の中に卵を産む。さらにアメリカアリゲーターではメスは卵や幼体を次の年の春まで保護する。

## 種
- Alligator mississippiensis　アメリカアリゲーター　American alligator
- Alligator sinensis　ヨウスコウアリゲーター　Chinese alligator
- † Alligator mcgrewi
- † Alligator mefferdi
- † Alligator olseni
- † Alligator prenasalis

## 人間との関係
2006年にフロリダ州でジョギング中の女性がアメリカアリゲーターに襲われ死亡する事件が発生し、2016年には同じくフロリダ州のディズニーグループ系ホテルの近くの水辺にいた2歳男児がアメリカアリゲーターに襲われ死亡する騒動が発生するなど、人命にかかわる被害を及ぼすこともある。
アメリカアリゲーターは皮製品の原料となるためさかんに養殖されている。
皮目的や害獣としての乱獲により生息数は激減し、現在生息地では保護されている。